# Benthamia madagascariensis
Benthamia madagascariensis är en orkidéart som först beskrevs av Robert Allen Rolfe, och fick sitt nu gällande namn av Rudolf Schlechter. Benthamia madagascariensis ingår i släktet Benthamia och familjen orkidéer. Inga underarter finns listade i Catalogue of Life.